# Klaus Gärtner (Politiker, November 1945)
Klaus Gärtner (* 8. November 1945 in Hamburg-Bergedorf) ist ein deutscher Pädagoge und ehemaliger Abgeordneter der Hamburgischen Bürgerschaft für die Grün-Alternative Liste.

## Leben
Nach dem Erwerb der Mittleren Reife begann Klaus Gärtner eine Ausbildung zum Industriekaufmann mit Abschluss Kaufmannsgehilfenbrief. Er verweigerte aus christlicher Überzeugung den Wehrdienst und half stattdessen im Zivildienst in den Bodelschwinghschen Stiftungen Bethel bei der Pflege von Epileptikern.
Auf dem Zweiten Bildungsweg bestand er 1971 sein Abitur im Hansa-Kolleg in Hamburg-Wellingsbüttel. Es folgte ein Studium von Physik und Erziehungswissenschaften an der Universität Hamburg. Klaus Gärtner war bis zu seiner Pensionierung 2009 als Studienrat an der Gesamtschule Winterhude und später an der Gesamtschule Lohbrügge, beide in Hamburg, tätig. Er hat drei Söhne.

## Politik
1980 gehörte Klaus Gärtner zu den Mitbegründern der Grünen in Hamburg-Bergedorf und 1982 zu den Gründungsmitgliedern der Grün-Alternativen Liste Hamburg. Er arbeitete dort vor allem in den Bereichen Energietechnik und Energiewirtschaft mit. Seit der Beschäftigung mit Kernphysik an der Universität war er zum Atomkraftgegner geworden.
Im Juni 1982 wurde Klaus Gärtner als Abgeordneter in die Hamburgische Bürgerschaft gewählt. Dort war er für Öffentliche Unternehmen, Energie und Verkehr zuständig. Wegen des Rotationsprinzips seiner Partei legte er im August 1984 sein Mandat nieder.
Im Jahr 2000 trat er aus der GAL aus, nachdem sich die Fachgruppe Energie aufgelöst hatte. Zu seinen Kritikpunkten gehörte unter anderem die Marginalisierung Grüner Politik in der rot-grünen Koalition unter Bürgermeister Runde und die seiner Meinung nach zu große Annäherung der Partei an die Sozialdemokraten.
Später schloss sich Klaus Gärtner seiner Partei wieder an, unterstützte die schwarz-grüne Koalition unter Bürgermeister v. Beust und die rot-grüne Koalition unter Bürgermeister Tschentscher. Über die Landesarbeitsgemeinschaft Energie seiner Partei war Klaus Gärtner während der jahrelangen Auseinandersetzungen um dem Rückkauf des Fernwärmenetzes beratend tätig.